# Europa 1400: The Guild
Europa 1400: The Guild (укр. Європа 1400: Гільдія) — відеогра жанру симулятор, створена компанією 4HEAD Studios і випущена компанією JoWood Productions у 2002 році.
У березні 2003 року було випущено пакет розширення під назвою Europa 1400: Trade, Greedings and Intrigue.
The Guild Gold Edition, що складається з оригінальної гри та доповнення, було випущено в листопаді 2005 року. Ігровий порт The Guild для Nintendo DS був випущений у 2009 році

## Геймплей
Гра моделює середньовічне життя в поєднанні з елементами стратегії в реальному часі, рольовими іграми та нелінійним геймплеєм за допомогою 3D-рушія. Події відбуваються в історичних містах Європи, гравець намагається привести сімейну династію до влади та багатства, починаючи з одного персонажа з обмеженими можливостями. Гравці можуть вибрати з десятка професій.
Гравці можуть вибрати одну з 12 різних кар'єрних шляхів де можуть виконувати серію місій. Гра також містить мультиплеєрний режим для восьми гравців. Під час гри персонаж повинен мати дружину і дітей, щоб продовжити свій рід і сімейну справу, оскільки всі персонажі в грі смертні. Спадкоємець може бути лише один і при цьому повинен досягти віку 12 років до моменту смерті персонажа, інакше продовжити гру за нього не можна буде. У 8 років можна віддати свою дитину до школи для здобуття професії, а у 12 років — до університету, для підвищення його характеристик.
Ремісники вироблять товари, які потім збуваються ринку. Якщо у персонажа низька характеристика «Ремісництво», то у гравця є можливість найняти майстра — який буде вести бізнес за гравця. При цьому варто врахувати, що рівень прибутку від підприємства впаде. У грі досить добре змодельовано ринкову систему. Ціни на товари коливаються залежно від наявності попиту/пропозиції на ринку, а також від різних випадкових подій, що відбуваються під час гри. Зі зростанням сімейного бізнесу та соціального статусу стає доступним більше можливостей, такі як політична кар'єра.
Займаючи будь-яку посаду в державному управлінні, у гравця з'являються певні права, а також можливість змінювати закони залежно від посади. Для того, щоб зробити політичну кар'єру, швидше за все, доведеться застосовувати підкуп, залякування, листи з погрозами, шпигунство тощо.
Під час гри, імператор дарує гравцю титути, які надають всілякі права, і навіть розширює вибір будівель для будівництва такі як: нові резиденції, палаци, замки. На отримання титулу впливає розмір стану персонажа та іноді рівень будівель у володінні.
Щороку гравцеві дається певна кількість ОД, за яке можно раз в 4 роки підвищувати свою майстерність у професії; змінювати професію на іншу; підвищити характеристики персонаж (такі як, торгівля, мистецтво бою тощо; вчиняти дії, які є реакцією на ігрові події (пожежа в будівлі, що належать гравцю, образливий памфлет на дошці оголошень тощо).

### Міста, які є у грі
- Берлін
- Лондон
- Мадрид
- Мілан
- Нюрнберг
- Париж

## Розробка
Основна команда розробників Europa 1400: The Guild спочатку складалася приблизно з двох співробітників 4HEAD Studios у Ганновері. Планування концепції почалася в 1997 році. Під керівництвом керуючого директора Ларса Мартенсена розробка почалася восени 1997 року, а до весни 2002 року команда зросла до 10 членів.

## Музика та звук
У грі приблизно дві години та дев'ять хвилин внутрішньоігрової музики та звукових ефектів. Обидва були створені Герхардом Оттмером, Крістоф Ізерманном, Ларсом Мертенсеном. Диск містить 46 треків з гри.

## Відгуки
| Агрегатор    | Оцінка  |
| ------------ | ------- |
| GameRankings | 78.83 % |
| Metacritic   | 82%     |

| Видання                    | Оцінка |
| -------------------------- | ------ |
| Computer Gaming World      | [ 8 ]  |
| Eurogamer                  | 5/10   |
| Game Informer              | 8.5/10 |
| GameSpot                   | 8.5/10 |
| GameZone                   | 8.3/10 |
| IGN                        | 8.5/10 |
| PC Gamer (Велика Британія) | 73 %   |

Гра отримала «загалом схвальні» відгуки після випуску, із сукупними оцінками понад 8/10 як на GameRankings, так і на Metacritic. Після рецензування IGN присудила «Europa 1400: The Guild» одну зі своїх нагород Editor's Choice Awards і у своєму огляді гри заявила: «Europa 1400 все ще є захоплюючим, складним досвідом. Це справедливо сказати що ваша думка може відрізнятися, залежно від того, наскільки добре ви можете терпіти божевільні подробиці, які я обговорював».
GameSpot назвав «Europa 1400» другою найкращою комп'ютерною грою січня 2003 року. У 2002 році вона була номінована на нагороду The Electric Playground як «Найкращий симулятор для ПК», але програла MechWarrior 4: Mercenaries.

### Продажі
Гра розійшлася накладом 100 000 копій за перший тиждень, хоча спочатку було помилково повідомлено, що вона продала таку кількість одиницям клієнтам.